# St. John's Soccer Club
St. John's Soccer Club is een Canadese voetbalclub uit St. John's, de hoofdstad van Newfoundland en Labrador. De clubkleuren zijn rood en zwart. St. John's Soccer Club is naar ledenaantal de grootste voetbalclub van de provincie.
De club staat in voor de organisatie van zowel de jeugd- als volwassenencompetities van de Metropoolregio St. John's. Aan hun verschillende stadscompetities nemen jaarlijks zo'n 40 verschillende volwassenenteams die lid zijn van de club deel. Het gaat hierbij om:
- de Metro League, een jeugdcompetitie die vooral op competitiviteit gericht is
- de House League, een jeugdcompetitie die gericht is op eenieder, ongeacht mogelijkheden of talenten
- de St. John's Intermediate League, volwassenenvoetbalcompetities voor zowel dames als heren
- de St. John's Masters League, seniorencompetitie enkel toegankelijk voor spelers ouder dan 35 jaar

Jaarlijks vaardigt de St. John's Soccer Club een team bestaande uit hun beste vrouwelijke voetbalspeelsters af om deel te nemen aan de Jubilee Trophy, de provinciale vrouwenvoetbalcompetitie van de voetbalbond van Newfoundland en Labrador. Daarvoor gebruiken ze, net als verschillende andere ploegen uit de hoofdstad, het King George V Park als uitvalsbasis. Sinds het seizoen 2025 doen ze hetzelfde in de provinciale mannencompetitie (de Challenge Cup).

## Erelijst
- All-Newfoundland Championship (mannen)

winnaar (1): 1953